# Peter Louis Cakü
Peter Louis Cakü (ur. 23 marca 1952 w Nali, zm. 20 lutego 2020 w Kengtung) – birmański duchowny rzymskokatolicki, w latach 2001–2020 biskup Kengtung.

## Życiorys
Święcenia kapłańskie przyjął 4 kwietnia 1982 i został inkardynowany do diecezji Kengtung. 20 maja 1997 został prekonizowany biskupem pomocniczym tejże diecezji oraz biskupem tytularnym Abiddy. 8 grudnia 1997 przyjął sakrę biskupią z rąk arcybiskupa Luigiego Bressana. 8 października 2001 został mianowany biskupem diecezjalnym Kengtung.